# Fighter (singel Christiny Aguilery)

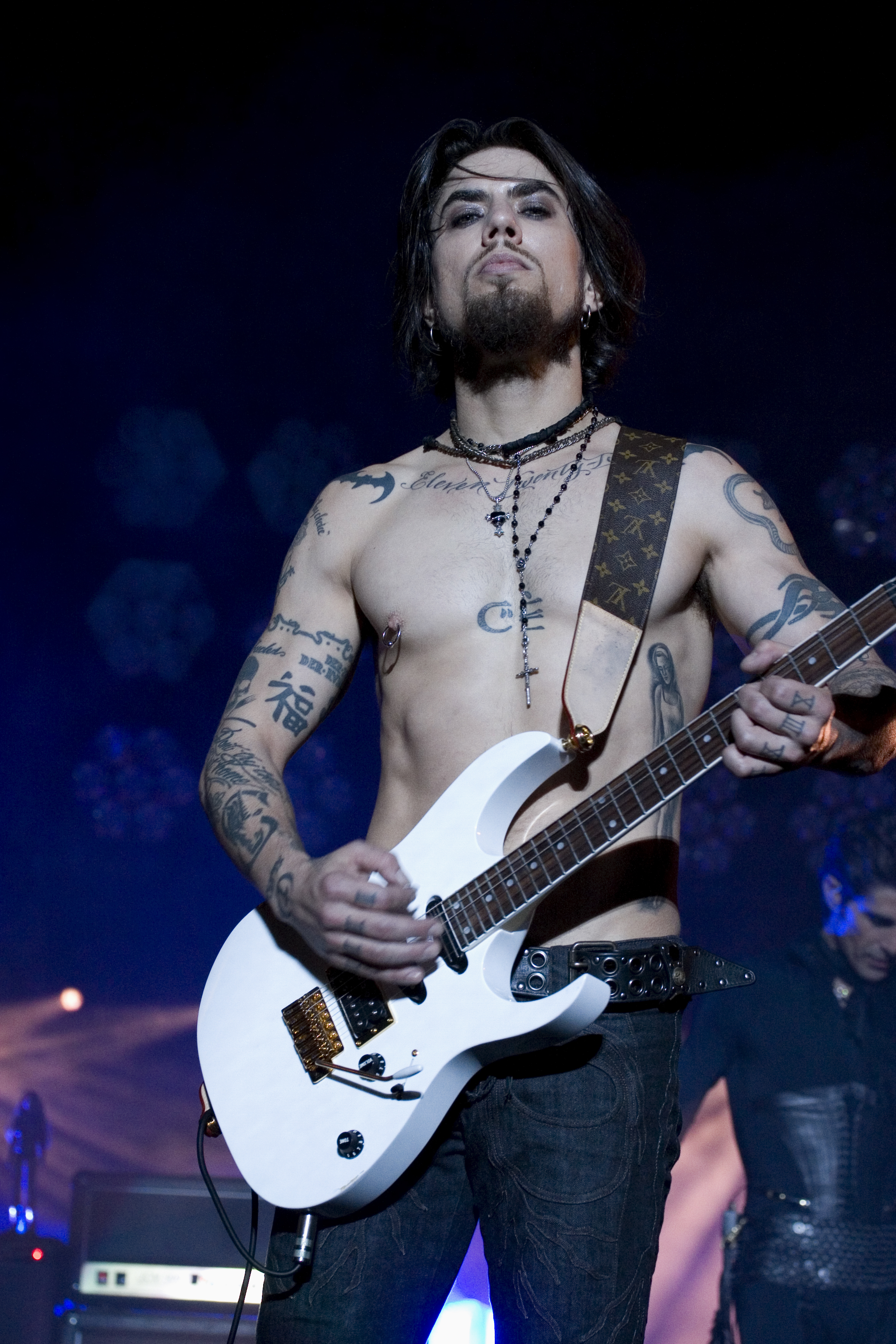
Dave Navarro brał udział w nagrywaniu piosenki, grając na gitarze.

Fighter – piosenka pop-rockowa stworzona na czwarty album studyjny amerykańskiej wokalistki Christiny Aguilery pt. Stripped (2002). Wyprodukowany przez Scotta Storcha, utwór wydany został jako trzeci singel promujący album 18 marca 2003 roku.
Singel dotarł do dwudziestego miejsca amerykańskiej listy przebojów Billboard Hot 100 (stając się dziewiątym utworem Aguilery, który znalazł się w Top 20 zestawienia), a także miejsca trzeciego w oficjalnych notowaniach Wielkiej Brytanii (UK Singles Chart) i Kanady (Canadian Hot 100) oraz piątej pozycji na australijskiej ARIA Top 100 Singles. Generalnie spotkał się z dużą popularnością na światowych listach przebojów (zajął miejsce trzecie zestawienia United World Chart), a szczególne sukcesy odnosił w krajach europejskich i w Ameryce Łacińskiej. „Fighter” został też pozytywnie przyjęty przez krytyków muzycznych.
Singel promowany był przez uznany za wizjonerski teledysk, którego reżyserii podjęła się Floria Sigismondi. Zdobył on nie tylko przychylne opinie krytyki, ale również szereg nagród i wyróżnień.

## Informacje o utworze
„Fighter” jest kompozycją autorstwa Christiny Aguilery i Scotta Storcha, wyprodukowaną przez samego Storcha. To także jeden z siedmiu utworów pochodzących z płyty Stripped, których współautorem i współproducentem jest Storch. Muzyk wyprodukował piosenkę dla Tuff Jew Productions. Nagranie realizowano w pracowni Royal Z Entertainment budynku The Enterprise Studios w Burbank oraz w hollywoodzkim Conway Studios. Swój udział w nagrywaniu utworu miał Dave Navarro, znany ze współpracy z zespołami Jane’s Addiction i Red Hot Chili Peppers, który gościnnie zagrał w nim na gitarze. Navarro wypowiedział się na temat okoliczności, w jakich został zaproszony do wzięcia udziału we współpracy: „Zapytała mnie (Aguilera – przyp.), czy chciałbym wpaść do studio i zagrać razem z nimi przy tym kawałku. Odpowiedziałem: ‘jasne’. Zabrała zaledwie dziewięćdziesiąt minut mojego dnia. Nie mogła być słodsza.” Jest to pierwsza stricte rockowa piosenka Aguilery, mocno zaprzecza więc teen-popowemu wizerunkowi artystki, który reprezentowała ona sobą w czasach promocji albumu Christina Aguilera (1999). W utworze niezadowolona Aguilera zdaje się skarżyć i krzyczeć na mężczyznę, który niegodnie ją potraktował, ostatecznie jednak chce mu podziękować. Podmiot liryczny przedstawia listę wyrządzonych mu krzywd: kłamstw, zdrady, manipulacji. Uważa jednak, że stał się lepszą osobą, wynosząc z negatywnych doświadczeń odpowiednią naukę. Tekst piosenki, napisany przez Christinę, traktuje między innymi o jej byłym managerze. Według redaktorów czasopisma Teen Ink, choć krytycy muzyczni dostrzegli w tekście gniew i mściwość, w utworze „Fighter” Aguilera odsłoniła swoje prawdziwe emocje, pozwalając nastoletnim słuchaczom zidentyfikować się z nią. Na trackliście albumu Lotus z 2012 znalazł się utwór „Army of Me”, który Christina Aguilera scharakteryzowała jako zbliżony do „Fightera”, nadając mu zresztą sugestywny podtytuł „Fighter 2.0".
Dyskutując na temat „Fighter”, Aguilera ujawniła:

Dorastałam w bardzo chaotycznym domu, w którym stosowano przemoc, i nie czułam się w nim bezpiecznie. Zaczęłam tworzyć muzykę, zarówno muzykę, jak i teksty, gdy miałam piętnaście lat. Z perspektywy czasu uświadamiam sobie, że pisałam, by się uwolnić, miało to terapeutyczny charakter. W ten sposób odnalazłam swój głos. Połączona z muzyką, uciekłam ze swojego życia domowego. W szkole byłam wyalienowana, uwzięto się na mnie z powodu mojej pasji do muzyki. Skrywałam wewnętrzny ból, lecz negatywne doświadczenia uczyniły mnie mądrzejszą i silniejszą. Szybko zwróciłam uwagę na ludzi z branży muzycznej, którzy otaczali mnie ze złych powodów.

Genezę kompozycji i jej znaczenie artystka objaśniła także w książce Chicken Soup for the Soul: The Story Behind the Song autorstwa Jacka Canfielda, Marka Victora Hansena i Jo-Ann Geffen:

Napisałam ten utwór na album „Stripped” i byłam niezmiernie zdeterminowana, by ukazać w nim, kim jestem. Mój pierwszy album był tym, czego chciała i co stworzyła wytwórnia. W czasie, gdy powstał, panował wielki boom na pop, a ja stałam się częścią tej fali. Czułam się stłamszona. Byłam jednak wdzięczna, że wczesny sukces pozwolił mi na wolność w pisaniu materiału na kolejną moją płytę. Napisałam „Fighter” podczas trasy promującej debiutancki album. Obmysłalam tytuły oraz idee na piosenki i wtedy postanowiłam, o czym dokładnie chcę śpiewać. Musiałam zastanowić się nam swoimi uczuciami oraz przeżyciami. Wiele nauczyłam się od czasu nagrania debiutanckiego krążka, co pozwoliło mi się rozwinąć. Przemyślałam decyzje, które podjęłam, pogodziłam się z tym, że nie zawsze wszystko idzie tak, jak tego chcemy; stałam się lepsza.

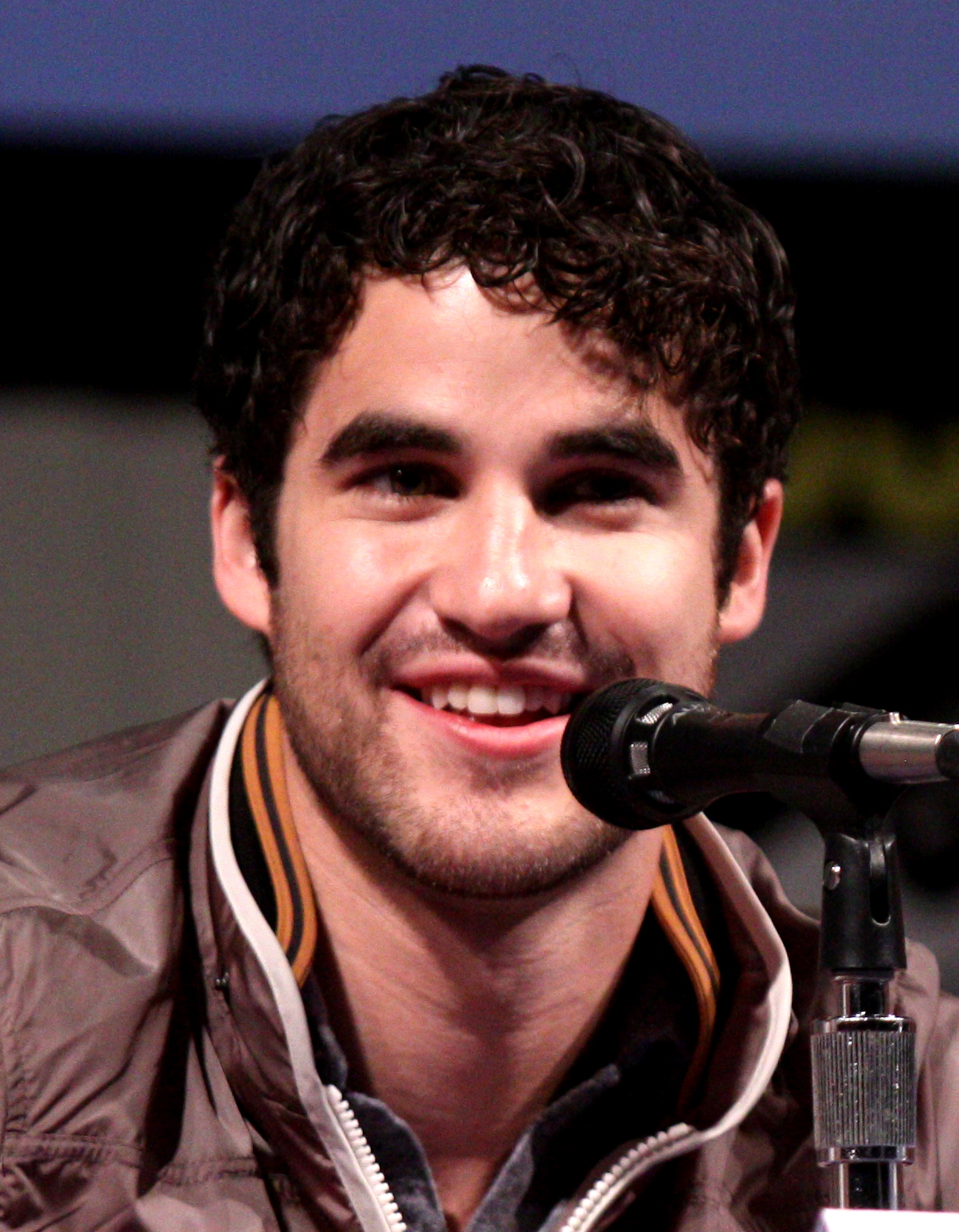
Darren Criss nagrał cover utworu na rzecz serialu telewizyjnego Glee (2012).

### Obecność w kulturze masowej
„Fighter” jest powszechnie uznawany za jeden z najbardziej popularnych utworów wokalistki. W 2003 roku posłużył za hymn podczas rozgrywek play-off NBA; na tamtoroczne finały NBA nakręcony został nawet oficjalny wideoklip, w którym Aguilera i jej tancerze wykonywali choreografię do utworu na boisku koszykarskim. Cztery lata później Jordin Sparks, zwyciężczyni szóstej edycji talent show American Idol, odśpiewała piosenkę podczas finału programu. „Fighter” posłużył za główny temat czwartej edycji australijskiego reality show The Biggest Loser. Utwór został wykonany przez bohatera serialu telewizyjnego FOX Glee, w odcinku sezonu trzeciego pt. „Big Brother” (2012); postać grana była przez Darrena Crissa. W styczniu 2018 roku wyemitowany został odcinek programu Lip Sync Battle, honorujący katalog muzyczny Aguilery. W ramach odcinka piosenkarka i gwiazda telewizji, Erika Jayne, wystąpiła z utworami „Fighter” i „Genie in a Bottle”; całemu show przyglądała się obecna w studio nagraniowym Aguilera. Drag queens Blair St. Clair i Kameron Michaels – uczestniczki programu RuPaul’s Drag Race – wskazały „Fighter” jako swoją ulubioną piosenkę Aguilery. St. Clair uznała, że utwór wyraża siłę i pewność siebie, jakie niezbędne są każdej drag queen. Wiosną 2018 w kinach ukazał się film Dusza towarzystwa (Life of the Party), w którym Aguilera odegrała rolę samej siebie. W jednej ze scen artystka wykonuje piosenkę „Fighter” podczas studenckiej imprezy, śpiewając wraz z bohaterką, w którą wciela się Melissa McCarthy.
Według dziennikarki muzycznej Katherine St. Asaph „Fighter” zainspirował powstanie „Who’s Gonna Save U Now?” – jednej z piosenek Riny Sawayamy.

## Wydanie singla
Światowa premiera singla miała miejsce 18 marca 2003 roku. Niespełna trzy miesiące później, 3 czerwca, utwór wydano na rynku muzycznym Stanów Zjednoczonych. Wydawnictwo opublikowano na płytach kompaktowych, a także w formacie 12" Winyl oraz w systemie digital download (rok 2003 był okresem, w którym sprzedaż cyfrowa dopiero się rozwijała).
Utwór osiągnął duży sukces w Wielkiej Brytanii, zdobywając miejsce #3 tamtejszej listy przebojów, za to w USA spotkał się z mniejszą popularnością, docierając do dwudziestego miejsca notowań Billboard Hot 100 i Billboard Hot 100 Airplay. Bardziej wydajne wyniki objął na innych listach Billboardu, w Top 40 Mainstream plasując się na piątym, a w Top 40 Tracks na dziewiątym miejscu. Organizacja Recording Industry Association of America (RIAA) przyznała piosence status platyny za sprzedaż ponad pięciuset tysięcy kopii singla w systemie cyfrowym (download). Wyprzedano blisko trzy miliony pięćset czterdzieści tysięcy egzemplarzy singla dookoła globu.
Na całym świecie singel odniósł imponujący sukces; zajmował miejsca w Top 20 oficjalnych notowań w całej Europie (w tym miejsce 3. listy European Hot 100 Singles; wyjątkiem była odległa pozycja 41. w Polsce), uplasował się na 5. miejscu w Australii, a w Nowej Zelandii dotarł do 14. miejsca. „Fighter” był hitem w krajach Ameryki Łacińskiej, osiągając między innymi miejsce pierwsze na liście przebojów singlowych Wenezueli, miejsce drugie w Argentynie oraz czwarte w Kostaryce. Objął szczyty notowań argentyńskich (airplay), filipińskich, hongkońskich, indonezyjskich, rosyjskich, szkockich i tureckich przebojów, stał się także hitem azjatyckich mass mediów. Przez dwa tygodnie singel plasował się na 1. pozycji listy World Chart Show, badającej popularność wydawnictw muzycznych na całym świecie. „Fighter” był jednym z lepiej notowanych i sprzedających się singli z ery albumu Aguilery Stripped.

## Opinie
Singel znalazł się w rankingu czterdziestu najbardziej pamiętnych utworów muzycznych dekady 2000–'10 według amerykańskiej stacji telewizyjnej MTV, gdzie zajął miejsce jedenaste. W tygodniku LA Weekly „Fighter” został sklasyfikowany jako jedno z dwudziestu najlepszych nagrań popowych, śpiewanych przez żeńskie artystki. Serwis internetowy Top10HM uwzględnił utwór „Fighter” na liście dziesięciu najlepszych singli Christiny Aguilery, w podobnym zestawieniu piosenkę umieściła Nicole Hogsett, redaktorka witryny Yahoo! Voices, a także portal PopCrush.com. Christopher Rosa przypisał „Fighterowi” miejsce szóste listy najważniejszych piosenek z dyskografii Aguilery, wskazując singel jako dzieło, które „nadało Christinie muzyczną niezależność”. Według redaktorów strony internetowej the-rockferry.onet.pl, „Fighter” to najlepsza kompozycja nagrana przez Aguilerę w latach 1997−2010. W zestawieniu stu najważniejszych utworów artystki z tego okresu serwis przypisał singlowi pozycję #1. Pod koniec sierpnia 2014 roku Jason Lipshutz, redaktor magazynu Billboard, uznał singel za jeden z piętnastu największych hitów Aguilery w Stanach Zjednoczonych. Muri Assunção z Billboardu okrzyknął piosenkę jako hymn społeczności LGBT, zwłaszcza drag queens.

### Recenzje
Utwór uzyskał zasadniczo pozytywne recenzje ze strony profesjonalnych oraz działających niezależnie krytyków muzycznych. David Browne, pamflecista czasopisma Entertainment Weekly, uznał „Fighter” jednym z najlepszych elementów albumu Stripped. W swym omówieniu napisał: „Ta metalowa kompozycja ma większą ‘ikrę’ niż ktokolwiek mógłby oczekiwać po ‘parkietowej ladacznicy’ (Aguilerze – przyp.), która uwielbia popisywać się mocą swych płuc.” Według Katarzyny Boruckiej (merlin.pl), „Fighter” to utwór udany, „bezkompromisowy”. Paul Matthews, recenzent pracujący dla witryny internetowej ukmix.org, chwalił „Fighter”: „Trzeci singel z doskonałego albumu Stripped szczyci się swoją władczością, tak jak większość nagrań z ostatniego albumu Christiny. Melodia piosenki jest nieco stereotypowa i wypolerowana, biorąc pod uwagę emocjonalny tekst utworu, który Christina, co imponujące, napisała samodzielnie. Niemniej jednak wokale artystki są świetniejsze niż kiedykolwiek wcześniej, pomagając jej w dalszym odróżnianiu się od swoich rywalek z branży muzycznej.” W kolejnej recenzji dla ukmix.org inny z opiniodawców wystawił kompozycji jeszcze korzystniejszą recenzję, wyceniając ją na  oraz argumentując: „Czy Christinie może w tej chwili pójść coś nie tak? Po ciężkich dźwiękach 'Dirrty' oraz balladzie 'Beautiful', piosenkarka ukazuje swoją skalistą stronę w doskonale dobranym singlowym ‘Fighter’. Utwór może zostać okrzyknięty jako hymn, a bez wątpienia przejdzie do historii jako jeden z klasycznych singli wykonawczyni. Głos Christiny brzmi genialnie jak zawsze (...).”
Ann Powers (Blender) opisała piosenkę jako „melodramatyczną” oraz porównała ją do nominowanego do nagrody Grammy singla „Free Your Mind” girlsbandu En Vogue. Sal Cinquemani (Slant Magazine) uznał, że kompozycja stanowi hybrydę rocka i rhythm and bluesa. Podczas recenzowania kompilacji wokalistki Keeps Gettin' Better – A Decade of Hits (2008), Nick Levine z Digital Spy okrzyknął „Fighter” jako „zachwycający rock stadionowy”. Zdaniem recenzenta internetowej strony o nazwie Traveling to the Heart, utworem „Fighter” Aguilera dojrzewa do muzyki rockowej. „'Wściekły’ pop jest ciężki do wykonania, szczególnie w kwestii przekazu emocji. Zazwyczaj artyści kończą nie na śpiewaniu a marudzeniu. (...) Aguilera podążą inną trasą. Owszem, nadal jest wkurzona i podaje nam długą listę wyrządzonych jej krzywd: kłamstw, oszustw, manipulacji; jednak zamierza być lepszą osobą i uczyć się na negatywnych przeżyciach. Scott Storch, który wcześniej pisał dla Jill Scott, i Aguilera wspólnie stworzyli tekst piosenki. Ich praca jest na równi. W przeciwieństwie do większości utworów o gniewnej tematyce, ‘Fighter’ faktycznie przybliża warunki zaistniałej zdrady i przemianę wewnętrzną podmiotu lirycznego. Spośród zwrotek wyróżnia się następująca: 'Po wszystkich kradzieżach i oszustwach, pewnie myślisz, że mam do ciebie pretensje... Ale, och, nie, mylisz się – bo jeśli to nie wszystko na co było cię stać, to nie chciałabym wiedzieć, ile jestem w stanie wytrzymać. Wiec chcę ci podziękować’. Wokalnie Aguilera znów wykorzystuje naturalną siłę swojego głosu, przekazując odpowiednie uczucia. (...)” – rozwodził się dziennikarz. Pamflecistka współtworząca witrynę muzyka.wp.pl opisała nagranie jako „wyśmienite”. W artykule opublikowanym przez serwis Koncertomania wiosną 2018 roku uznano, że „Fighter” to najlepszy utwór w dorobku swojej wykonawczyni, uzasadniając: „To iście epicki popowy numer, z fantastyczną dramaturgią, solidną kompozycją z pięknymi przejściami, bogatą aranżacją oraz wokalnymi popisami Aguilery”.
Większą krytycznością w stosunku do piosenki wykazała się Jancee Dunn z magazynu Rolling Stone, która określiła ją mianem „jałowego najazdu na muzykę rockową”.

## Teledysk

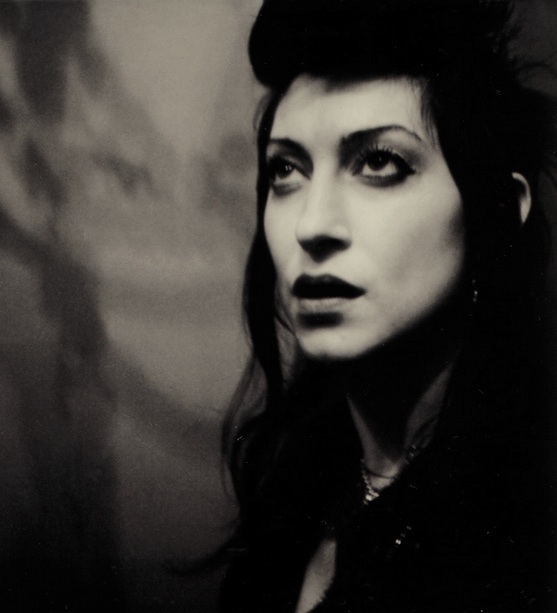
Reżyserka teledysku Floria Sigismondi.

Reżyserem wideoklipu do utworu „Fighter” jest Floria Sigismondi, wcześniej współpracująca między innymi z kontrowersyjnym muzykiem Marilynem Mansonem, która swoją wyobraźnią artystyczną wielokrotnie wzbudzała wielkie zainteresowanie. Klip powstał jako produkcja wytwórni Revolver Film Co. Producentem jest Jessica Wise, autorem zdjęć Chris Soos, całość zmontował James Rosen. Scenografię stworzył Tom Folden, natomiast nad charakteryzacją aktorów pracowała Francesca Tolot. Sigismondi wypowiedziała się na temat wzniosłości i ponurej atmosfery swojego dzieła niedługo przed jej publikacją:

Piosenka podejmuje w pewnym sensie temat transformacji, więc chciałam ująć jej sens w naturalny sposób, sposób, w jaki przyroda radzi sobie z przeobrażeniem. (Klip – przyp.) mówi w zasadzie o drodze przebytej z bardzo skażonego miejsca do miejsca odzyskania siły. Zawsze odczuwałam silny lęk przed ćmami i umieściłam je w teledysku podświadomie. Są kosmate i przenoszą kurz. Jak dowiedziałam się ze starej mitologii, mają reprezentować duszę. Myślę, że to bardzo stosowny szczegół.

Początek klipu ukazuje Christinę Aguilerę o białej cerze, odzianą w czarne, aksamitne kimono, przywodzące na myśl modę gotycką. Początkowo Aguilera uwięziona jest za szklanymi szybami; zbija je jednak gołymi dłońmi i wydostaje się na wolność. Za artystką podążają baletnice, również ubrane w ciemne stroje, poruszające się przy pomocy wielkich rozmiarów szpil. Widz obserwuje kilka przeplatających się scen, w których piosenkarka przechodzi metamorfozy, symbolizujące metaforyczną ewolucję: z uwięzionej dziewczyny (larwy) przemienia się w królową ciemności (poczwarkę), a następnie w dojrzałą i wolną boginię (ćmę). Klip ukazuje rozwój siły wewnętrznej wokalistki. Strój, który w teledysku nosi na sobie Aguilera, zainspirowany został przez styl Cassandry Peterson, osobowości telewizyjnej, w latach 70. znanej z występów w programie Fright Night. Za stylizacje wokalistki odpowiadały Carol Beadle i Trish Summerville. Jedna z sukni przypominała projekt Alexandra McQueena z kolekcji na jesień/zimę 2002 roku. Choreografię zastosowaną w klipie stworzyła Jeri Slaughter.
Cały teledysk utrzymany jest w mrocznej atmosferze; uznaje się go za jeden z najbardziej niezwykłych wideoklipów Aguilery. Klip spotkał się z powszechnym uznaniem krytyków muzycznych oraz wielką popularnością medialną. 9 kwietnia 2003 roku wszedł na listę Total Request Live – notowanie dziesięciu najpopularniejszych klipów dnia stacji MTV. Szczyt listy osiągnął szesnastokrotnie, a ogółem spędził na niej blisko pięćdziesiąt dni. Elizabeth Learned, redaktorka witryny thecelebritycafe.com, umieściła wideo w zestawieniu dziesięciu najlepszych teledysków w karierze Aguilery, na miejscu drugim. Chwaliła interesujący koncept klipu, stanowiący przeciwwagę względem wcześniejszych pozycji z wideografii wokalistki, a także dopracowane kostiumy i ciemną scenografię.
Współtwórcy
- Reżyseria: Floria Sigismondi[38]
- Zdjęcia: Christopher Soos[38]
- Stylizacja, kostiumy: Carol Beadle, Trish Summerville[38]
- Makijaż: Francesca Toulet[38]
- Stylizacja fryzury: Peter Sadik[38]
- Aktorzy: Christina Aguilera i in.
- Wytwórnia: Revolver Film Co[38].

## Promocja i wykonania koncertowe

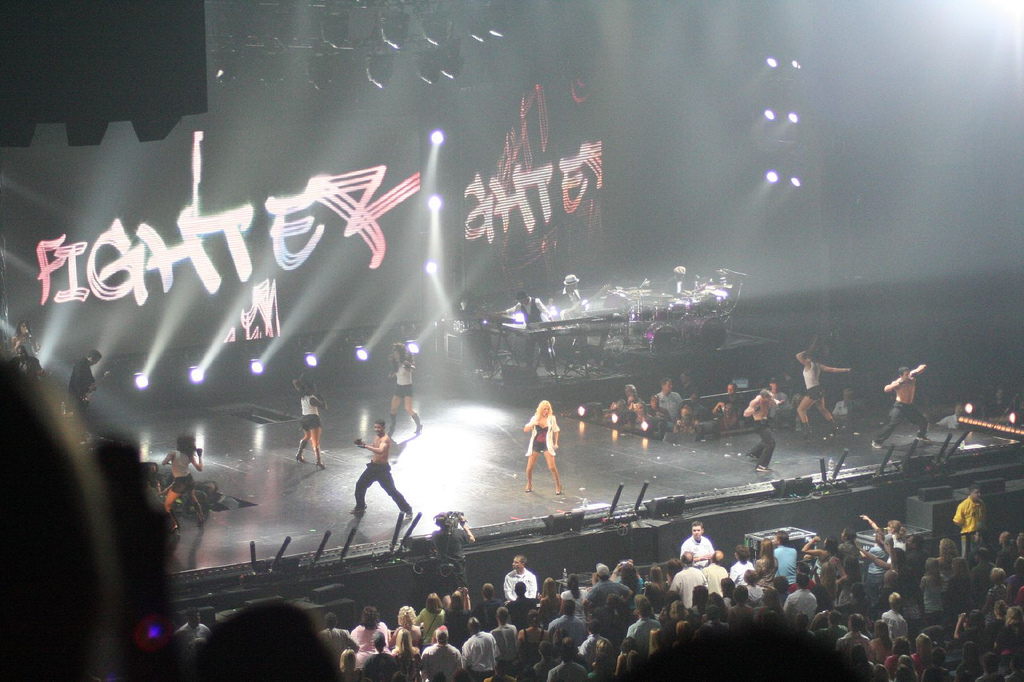
Christina Aguilera (pośrodku sceny) wykonuje utwór „Fighter” podczas trasy koncertowej Back to Basics Tour.

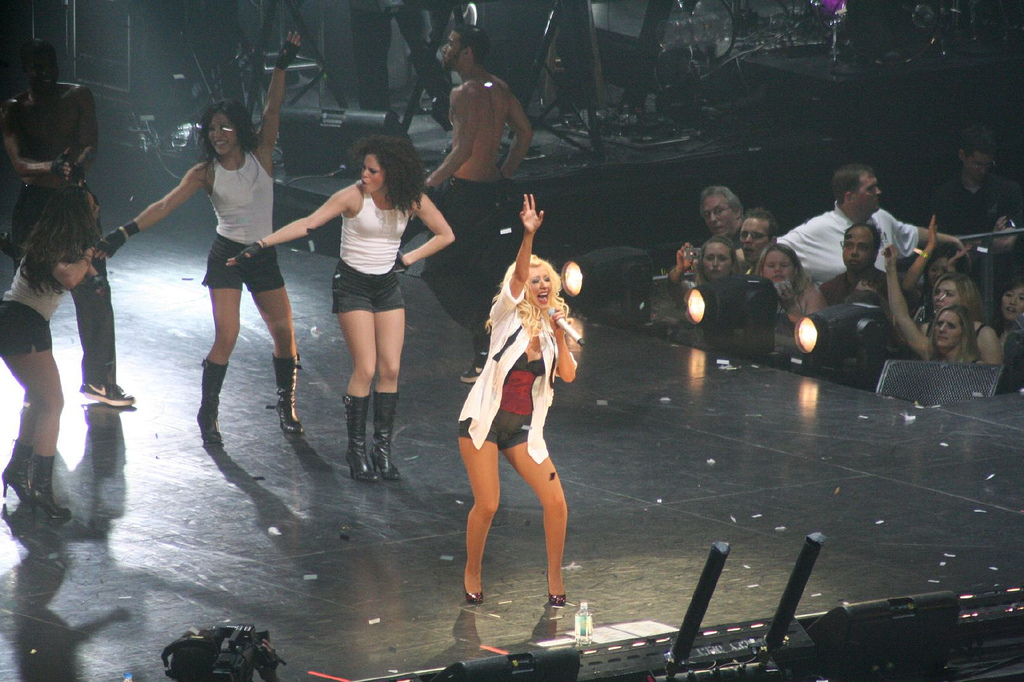
Back to Basics Tour, 2 maja 2007 roku.

Na początku marca 2003 Aguilera pojawiła się między innymi w towarzystwie Method Mana i Redmana na koncercie MTV Mardi Gras 2003; zaśpiewała medley trzech piosenek: „Fighter”, „Infatuation” i „Dirrty”. W połowie miesiąca promowała „Fighter” na żywo w programie rozrywkowym NBC Saturday Night Live. Podczas 2003 MTV Video Music Awards Aguilera wykonała utwór wspólnie z Dave’em Navarro grającym na gitarze. „Fighter” było głównym elementem tras koncertowych Justified and Stripped Tour, Stripped World Tour oraz Back to Basics Tour. Podczas trzeciego tournée utwór wieńczył czwarty i ostatni segment koncertu, Encore.
23 listopada 2008 w Los Angeles, podczas gali '08 American Music Awards, artystka wykonała medley sześciu swych największych hitów, w grupie których znajdowały się ówcześnie promowany singel „Keeps Gettin’ Better” oraz „Fighter”. Wiosną 2010, podczas promocji albumu Bionic, Aguilera śpiewała piosenkę podczas telewizyjnych programów, jak The Today Show oraz VH1 Storytellers. 23 października 2010 wystąpiła z utworami „Fighter”, „Beautiful”, „Not Myself Tonight” i „Ain’t No Other Man” na specjalnym koncercie charytatywnym zorganizowanym przez Justina Timberlake’a w Las Vegas. 22 lipca 2011 odbył się koncert przygotowany specjalnie dla firmy Microsoft. Aguilera była jednym z gości muzycznych, a na scenie zaśpiewała między innymi „Fighter”. 31 grudnia 2013 roku Aguilera dała prywatny, sylwestrowy koncert w Moskwie. Na setlistę złożyło się czternaście utworów, wśród nich „Fighter”, „What a Girl Wants” i „Dirrty”.
Piosenkarka miała zaśpiewać utwór podczas festiwalu muzycznego w Petronas Twin Towers w Kuala Lumpurze dnia 28 marca 2014. Koncert został odwołany z powodu katastrofy lotu Malaysia Airlines 370. Mimo to, odbył się występ artystki przed prywatną publicznością. 2 maja 2014 Aguilera wykonała utwór w trakcie New Orleans Jazz & Heritage Festival. 27 lipca 2015 wokalistka dała koncert podczas prywatnej imprezy Cisco Rocks, organizowanej przez firmę Cisco Systems. Przed publicznością wykonała między innymi „Fighter”, jako utwór kończący show. W podobnym akcie, zakończyła Aguilera piosenką „Fighter” swój koncert na marokańskim festiwalu muzycznym Mawazine 28 maja 2016. 6 czerwca 2016 odbył się koncert zorganizowany przez komitet Hillary Victory Fund. Wzięli w nim udział muzycy zaangażowani w działalność społeczną, wspierani przez byłą sekretarz stanu USA Hillary Clinton. Aguilera zaśpiewała cztery utwory, w tym „Fighter”. We wrześniu 2016 telewizja Spike nadała pierwszy odcinek muzycznego teleturnieju Tracks, wyprodukowanego wykonawczo przez Aguilerę. Artystka wykonała w nim gościnnie fragment „Fighter”. W lipcu 2017 Aguilera wystąpiła z utworem podczas koncertu Northwestern Mutual w hali BMO Harris Bradley Center.
15 czerwca 2018 wokalistka gościła w programie telewizji NBC The Today Show, gdzie zaprezentowała widzom trzy swoje nagrania (w tym „Fighter”). Piosenka wykonywana była podczas trasy koncertowej The Liberation Tour (2018). 31 grudnia, tuż przed północą Aguilera pojawiła się na scenie w Nowym Jorku i dała koncert, będący częścią sylwestrowego programu Dick Clark’s New Year’s Rockin’ Eve. Zaśpiewała „Fighter”. Pod koniec stycznia 2019 Aguilera wystąpiła podczas koncertu współorganizowanego przez iHeartRadio, stanowiącego zapowiedź jej rezydentury The Xperience. Jednym z utworów, które wykonała, był „Fighter”. Nagranie wykonywała też w trakcie samej rezydentury, przypadającej na okres od maja do października 2019. Latem 2019 piosenkę wpisano na setlistę europejskiej trasy koncertowej The X Tour ('19).

## Nagrody i wyróżnienia
| Rok  | Ceremonia                     | Nagroda                                                                         | Rezultat  |
| ---- | ----------------------------- | ------------------------------------------------------------------------------- | --------- |
| 2003 | Advertising and Design Awards | najlepszy teledysk                                                              | Wygrana   |
| 2003 | Top of the Pops Awards        | teledysk roku                                                                   | Nominacja |
| 2003 | Cyprus Music Academy Awards   | najlepszy występ wokalny                                                        | Nominacja |
| 2003 | Cyprus Music Academy Awards   | najlepszy żeński występ wokalny                                                 | Wygrana   |
| 2003 | Cyprus Music Academy Awards   | najlepszy utwór/teledysk z przesłaniem                                          | Wygrana   |
| 2004 | Juno Awards                   | teledysk roku                                                                   | Wygrana   |
| 2004 | MVPA Video Awards             | najlepszy teledysk pop                                                          | Wygrana   |
| 2004 | MVPA Video Awards             | najlepsza stylizacja do teledysku (nagrodzone: Carol Beadle, Trish Summerville) | Wygrana   |
| 2004 | MVPA Video Awards             | najlepsza charakteryzacja do teledysku (Francesca Toulet)                       | Wygrana   |
| 2004 | MVPA Video Awards             | najlepsze zdjęcia do teledysku (Christopher Soos)                               | Wygrana   |
| 2019 | Girls’ Choice Awards          | najbardziej inspirująca piosenka klasyczna (artystka solowa)                    | nominacja |

## Listy utworów i formaty singla
| Amerykański i japoński singel CD 1. „Fighter” – 4:03 2. „Fighter” (Instrumental) – 4:02 Ogólnoświatowy CD maxi singel 1. „Fighter” (Album Version) – 4:05 2. „Fighter” (Freelance Hellraiser „Thug Pop” Extended Edit) – 5:11 3. „Beautiful” (Valentin Club Remix) – 5:51 4. „Fighter” (wideoklip) Amerykański CD maxi singel 1. „Fighter” (Original Version) – 4:09 2. „Fighter” (Freelance Hellraiser Thug Pop Mix) – 5:13 3. „Beautiful” (Valentin Mix) – 5:55 | Brytyjski i irlandzki singel DVD 1. „Fighter” (wideoklip) – 4:15 2. „Fighter” – 4:13 3. „Beautiful” (Valentin Club Mix) – 6:00 Brytyjski 12" Winyl 1. „Fighter” (Freelance Hellraiser Full Club Remix) 2. „Fighter” (Freelance Hellraiser Radio Mix) 3. „Fighter” (Freelance Hellraiser Full Dub) Ogólnoświatowy digital download 1. „Fighter” – 4:06 |

## Remiksy utworu
- Instrumental (Unreleased In-House Promo)
- Bad Mamajama Club Mix/Hani Club Remix – 6:10
- Bad Mamajama Radio Mix/Hani Radio Remix – 3:31
- Freelance Hellraiser Thug Pop Mix – 5:13
- Freelance Hellraiser Full Club Remix
- Freelance Hellraiser Radio Edit
- Freelance Hellraiser Full Dub
- Friburn & Urik Dub – 10:13

## Twórcy
- Główne wokale: Christina Aguilera
- Producent: Scott Storch
- Autor: Christina Aguilera, Scott Storch
- Gitara: Dave Navarro
- Producent wokalu: Christina Aguilera, E. Dawk
- Dyrygent instrumentów: Larry Gold
- Mixer: Tony Mazerati

## Pozycje na listach przebojów
| Kraj/region                  | Notowanie (2003)              | Wydawca                         | Najwyższa pozycja |
| ---------------------------- | ----------------------------- | ------------------------------- | ----------------- |
| Argentyna                    | Top 100 Airplay               | IFPI                            | 1                 |
| Argentyna                    | Top 100 Singles               | IFPI                            | 2                 |
| Australia                    | Top 100 Singles               | ARIA Charts                     | 5                 |
| Austria                      | Top 75 Singles                | Ö3 Austria Top 40               | 12                |
| Belgia (Flandria)            | Ultratop 50                   | Ultratop                        | 11                |
| Belgia (Region Waloński)     | Ultratop 40                   | Ultratop                        | 27                |
| Brazylia                     | Top 100 Singles               | Billboard Brasil                | 21                |
| Chile                        | Top 100 Singles               | Nielsen Chile/IDERE/Monitec     | 13                |
| Dania                        | Top 20 Airplay                | Tracklisten                     | 4                 |
| Dania                        | Top 40 Singles                | Tracklisten                     | 15                |
| Europa                       | Hot 100 Singles               | Billboard                       | 3                 |
| Filipiny                     | Official Singles Chart        | PARI                            | 1                 |
| Finlandia                    | Official Airplay Chart        | Musiikkituottajat               | 12                |
| Grecja                       | Top 50 Singles                | ΕΕΠΗ                            | 19                |
| Hiszpania                    | Top 50 Singles                | PROMUSICAE                      | 15                |
| Holandia                     | Dutch Top 40                  | MegaCharts                      | 5                 |
| Holandia                     | Mega Single Top 100           | MegaCharts                      | 8                 |
| Hongkong                     | Top 20 Airplay                | Metro Broadcast Corporation     | 1                 |
| Hongkong                     | Top 20 Singles                | IFPI                            | 1                 |
| Indonezja                    | Official Singles Chart        | LIMA                            | 1                 |
| Irlandia                     | Top 50 Singles                | IRMA                            | 4                 |
| Izrael                       | Official Singles Chart        | IFPI                            | 2                 |
| Kanada                       | Top 200 Singles               | Nielsen SoundScan               | 3                 |
| Kostaryka                    | Top 40 Singles                | IFPI                            | 4                 |
| Łotwa                        | Top 50 Airplay                | IFPI                            | 30                |
| Meksyk                       | Top 100 Singles               | IFPI                            | 17                |
| Niemcy                       | Top 100 Singles               | Media Control Charts            | 13                |
| Norwegia                     | Top 20 Singles                | VG-lista                        | 12                |
| Nowa Zelandia                | Top 40 Singles                | RIANZ                           | 14                |
| Polska                       | Top 20 Airplay                | Music & Media                   | 10                |
| Polska                       | Top 30 Airplay                | ZPAV                            | 2                 |
| Portugalia                   | Top 50 Singles                | AFP                             | 8                 |
| Republika Południowej Afryki | Top 100 Singles               | RISA                            | 7                 |
| Rosja                        | Official Airplay Chart        | Tophit                          | 1                 |
| Stany Zjednoczone            | Adult Top 40                  | Billboard                       | 28                |
| Stany Zjednoczone            | Billboard Hot 100             | Billboard                       | 20                |
| Stany Zjednoczone            | Billboard Hot 100 Airplay     | Billboard                       | 20                |
| Stany Zjednoczone            | R&R CHR/Pop Charts            | Radio & Records                 | 5                 |
| Stany Zjednoczone            | Top 40 Mainstream (Pop Songs) | Billboard                       | 5                 |
| Stany Zjednoczone            | Top 40 Tracks                 | Billboard                       | 9                 |
| Szkocja                      | Top 75 Singles                | OCC                             | 1                 |
| Szwajcaria                   | Top 100 Singles               | Schweizer Hitparade             | 11                |
| Szwajcaria                   | Top 50 Airplay                | IFPI/MusicTrace                 | 2                 |
| Szwecja                      | Top 60 Singles                | Sverigetopplistan               | 12                |
| Świat                        | United World Chart            | Media Traffic                   | 3                 |
| Świat                        | World Adult Top 20 Singles    | T4C                             | 7                 |
| Świat                        | World Chart Show              | High Energy Radio/Radio Express | 1                 |
| Turcja                       | Official Singles Chart        | IFPI                            | 1                 |
| Wenezuela                    | Official Singles Chart        | Record Report/IFPI              | 1                 |
| Węgry                        | Top 10 Singles                | MAHASZ                          | 8                 |
| Wielka Brytania              | UK Official Airplay Chart     | OCC                             | 3                 |
| Wielka Brytania              | UK Singles Chart              | OCC                             | 3                 |
| Włochy                       | Top 50 Singles                | FIMI                            | 15                |

### Listy końcoworoczne
| Kraj/region     | Notowanie (2003) | Wydawca                         | Pozycja |
| --------------- | ---------------- | ------------------------------- | ------- |
| Australia       | Top 100 Singles  | ARIA Charts                     | 74      |
| Łotwa           | Top 50 Airplay   | IFPI                            | 146     |
| Niemcy          | Top 100 Singles  | Media Control Charts            | 138     |
| Szwajcaria      | Top 100 Singles  | Schweizer Hitparade             | 77      |
| Świat           | World Chart Show | High Energy Radio/Radio Express | 4       |
| Wielka Brytania | UK Singles Chart | OCC                             | 99      |

Adnotacje
- A^ Do roku 2006 telewizyjna audycja 30 ton – lista, lista przebojów pełniła funkcję oficjalnego polskiego notowania singli. Poza generalnym Top 30 istniała w jej ramach „poczekalnia”, rozszerzająca listę do pięćdziesięciu pozycji.

## Sprzedaż i certyfikaty
| Kraj              | Wydawca | Certyfikat | Sprzedaż   |
| ----------------- | ------- | ---------- | ---------- |
| Australia         | ARIA    | złoto      | 35,000+    |
| Stany Zjednoczone | RIAA    | złoto      | 1,184,000+ |
| Wielka Brytania   | BPI     | srebro     | 200,000    |

## Historia wydania
| Region            | Data           |
| ----------------- | -------------- |
| Unia Europejska   | 18 marca 2003  |
| Stany Zjednoczone | 3 czerwca 2003 |
| Wielka Brytania   | 9 czerwca 2003 |